# I wojna święta
I wojna święta – konflikt militarny w starożytnej Grecji toczony między Amfikitonią Delficką a Kirsą w latach 595–586 p.n.e. Zakończył się klęską Kirsy, którą poświęcono Apollonowi, zaś jej ludność zamieniono w niewolników. Wynik wojny podniósł prestiż Delf, a także pośrednio doprowadził do krótkotrwałej supremacji tessalskiej nad Beocją, Fokidą i Lokrydą.

## Charakterystyka konfliktu

### Przyczyny
Kirsa panowała nad dostępem do Delf od północy i od wybrzeża; była ona potężniejsza i przypuszczalnie ciągnęła nie zawsze uczciwe zyski z pielgrzymów przybywających do sanktuarium Apollina. Jakikolwiek nie byłby rzeczywisty powód zatargu, Delfy zaapelowały do Rady Amfiktionii, która otrzymała błogosławieństwo wyroczni i ogłosiła świętą wojnę przeciw Kirsie, którą formalnie wyklęto i skazano na zagładę.

### Przebieg
Świeckim ramieniem Rady Amfiktionii była Tessalia, wówczas już zjednoczona do celów wojennych i dążąca do poszerzania swoich wpływów. Pod wodzą Tessalczyka Eurylochosa siły Amfiktionii z pomocą Sykionu i Aten zdobyły Kirsę w 591. Zwycięstwo to nie zakończyło jednak zmagań wojennych – walki trwały jeszcze przez pięć lat na Parnasie.

### Następstwa
Kirsa przestała istnieć, a jej ludność stała się niewolnikami. Zwycięstwo uczczono zorganizowaniem pierwszych Igrzysk Pytyjskich w 582. Na tych igrzyskach przewodniczył Eurylochos. Wszechmoc gniewu Apolla i siła świeckiego ramienia wyroczni zostały udowodnione w oczach współczesnych, Rada Amfiktionii wzięła na siebie ciężar opieki nad świątynią i nadzoru nad jej finansami. Poważanie Delf i kultu Apollona wzrosło, zaś Tessalia stała się pierwszą potęgą wśród państw leżących na północ od Istmu Korynckiego. Swą siłę wykorzystała niedługo po zakończeniu wojny świętej. Jej wojska ujarzmiły Fokidę i Lokrydę, a następnie wtargnęły w głąb Beocji, gdzie jednak w 575 poniosły klęskę. Jeszcze w tym samym stuleciu Fokejczycy zbuntowali się i wywalczyli sobie niepodległość, pokonawszy w nocnym ataku tessalską piechotę, a konnicę wroga zwabiwszy do zamaskowanej pułapki, w której znajdowały się dzbany po winie. Świeżo zdobyta przez Tessalię potęga upadła zatem jeszcze przed epoką wojen perskich.